# OVNI na Califórnia
O objeto voador não identificado na Califórnia foi retratado primeiramente por um radar pela Marinha norte-americana em 2017[carece de fontes?].
Porém, os vídeos mostrando o fenômeno, foram divulgados primeiro pela Academia de Artes e Ciências To The Stars, mantida pelo músico Tom DeLonge. O governo dos Estados Unidos retirou o sigilo dos vídeos em 2019 e a armada confirmou a autenticidade do vídeo.
Em 13 de abril de 2021,  O Pentágono confirmou a autenticidade dos vídeos numa coletiva de imprensa depois de 4 anos do fato. Segundo o porta-voz do Departamento de Defesa dos EUA Susan Gough em entrevista ao portal Mystery Wire, o vídeo foi gravado por oficiais do navio USS Russell e que os objetos eram semelhantes a "pirâmides voadoras".
Apesar da autenticidade comprovada, a porta-voz não acredita que os objetos sejam reais. Ela destaca ainda, que o fenômeno está com "pesquisas em andamento". 

## Opinião
Alguns críticos tratam este fato como uma "ilusão de ótica". Segundo Mick West, no seu perfil oficial do Twitter, o vídeo foi flagrado por um smartphone por meio de uma lente monocular de visão noturna.
Este efeito, chamado de "boken" desfoca e distorce a imagem. Fazem as luzes das aeronaves parecerem "pirâmides ou outros objetos"."Em parte é onde os pixels caem. Mas também o mais brilhante 'se projeta' um pouco pelo brilho. Esses triângulos são exatamente do mesmo tamanho. Mas uma imagem deles é uma foto de baixa resolução da tela", disse ele.
Ainda informa, que "estas luzes piscam da mesma forma aproximada das luzes de segurança de uma aeronave comum". 